# Nefrostomia

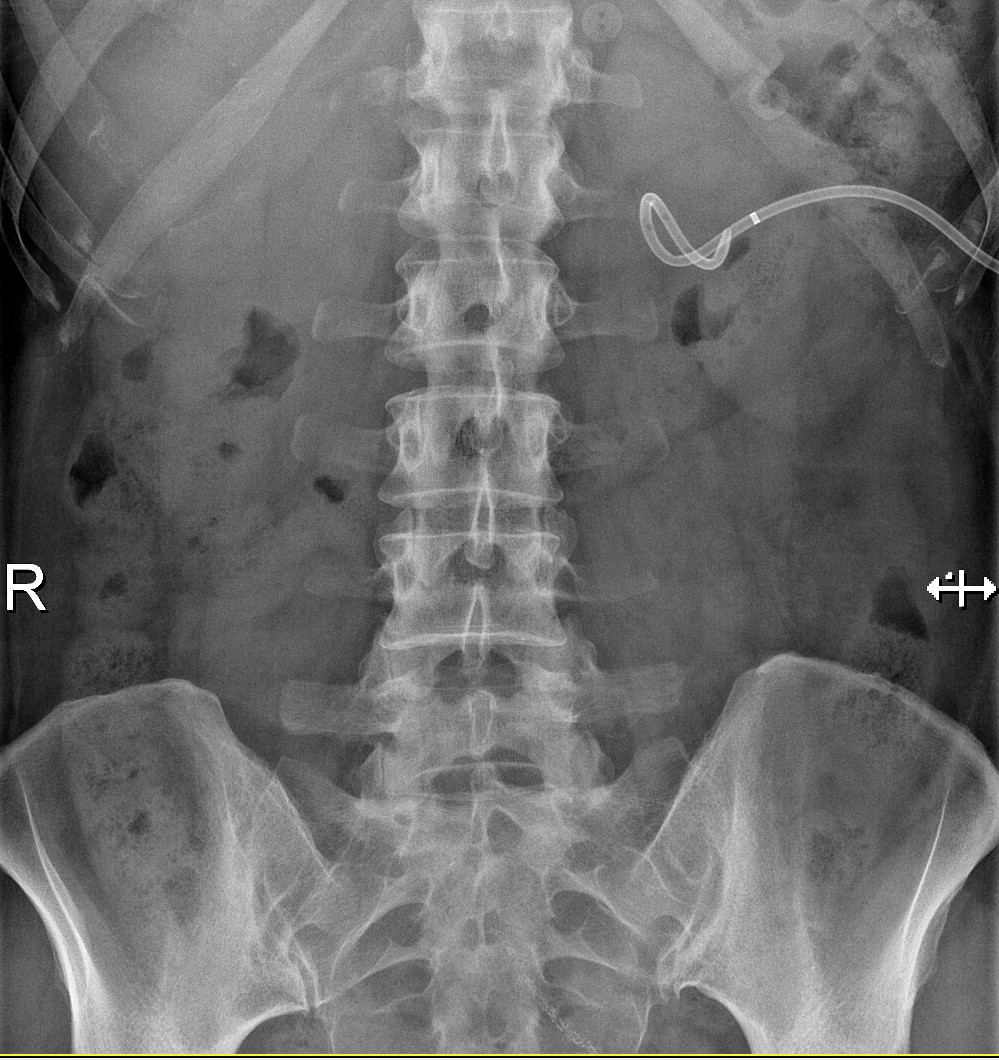
Radiografia d'una nefrostomia del ronyó esquerra.

Una nefrostomia o nefrostomia percutània és una obertura artificial creada entre el ronyó i la pell que permet la derivació urinària directament des de la part superior del sistema urinari (pelvis renal). És un procediment quirúrgic/radiologia intervencionista en el qual es punxa la pelvis renal mentre s'utilitza la imatge com a guia. Les imatges s'obtenen un cop s'ha realitzat un pielograma (una injecció de contrast), amb una agulla fina. Aleshores es pot col·locar un tub de nefrostomia per permetre el drenatge.
Una urostomia és un procediment relacionat que es realitza més distalment al llarg del sistema urinari per proporcionar una derivació urinària.